# Germantown (Kentucky)
Germantown è un comune degli Stati Uniti d'America, situato nello Stato del Kentucky, diviso tra la contea di Bracken e la contea di Mason.